# Bartolomeo Tromboncino
Bartolomeo Tromboncino (Verona, c. 1470 – Veneza, c. 1535) foi um compositor e trombonista do Renascimento italiano.
É mais conhecido por ser um dos grandes compositores de frottole, mas também deixou música sacra. Trabalhou para várias cortes da Itália, especialmente para a de Lucrezia Borgia.